# Trichodactylus petropolitanus
Trichodactylus petropolitanus is een krabbensoort uit de familie van de Trichodactylidae. De wetenschappelijke naam van de soort is voor het eerst geldig gepubliceerd in 1886 door Goldi.